# Teinorhyncha umbra
Teinorhyncha umbra är en fjärilsart som beskrevs av Holland 1893. Teinorhyncha umbra ingår i släktet Teinorhyncha och familjen snigelspinnare. Inga underarter finns listade i Catalogue of Life.